# 三国干渉

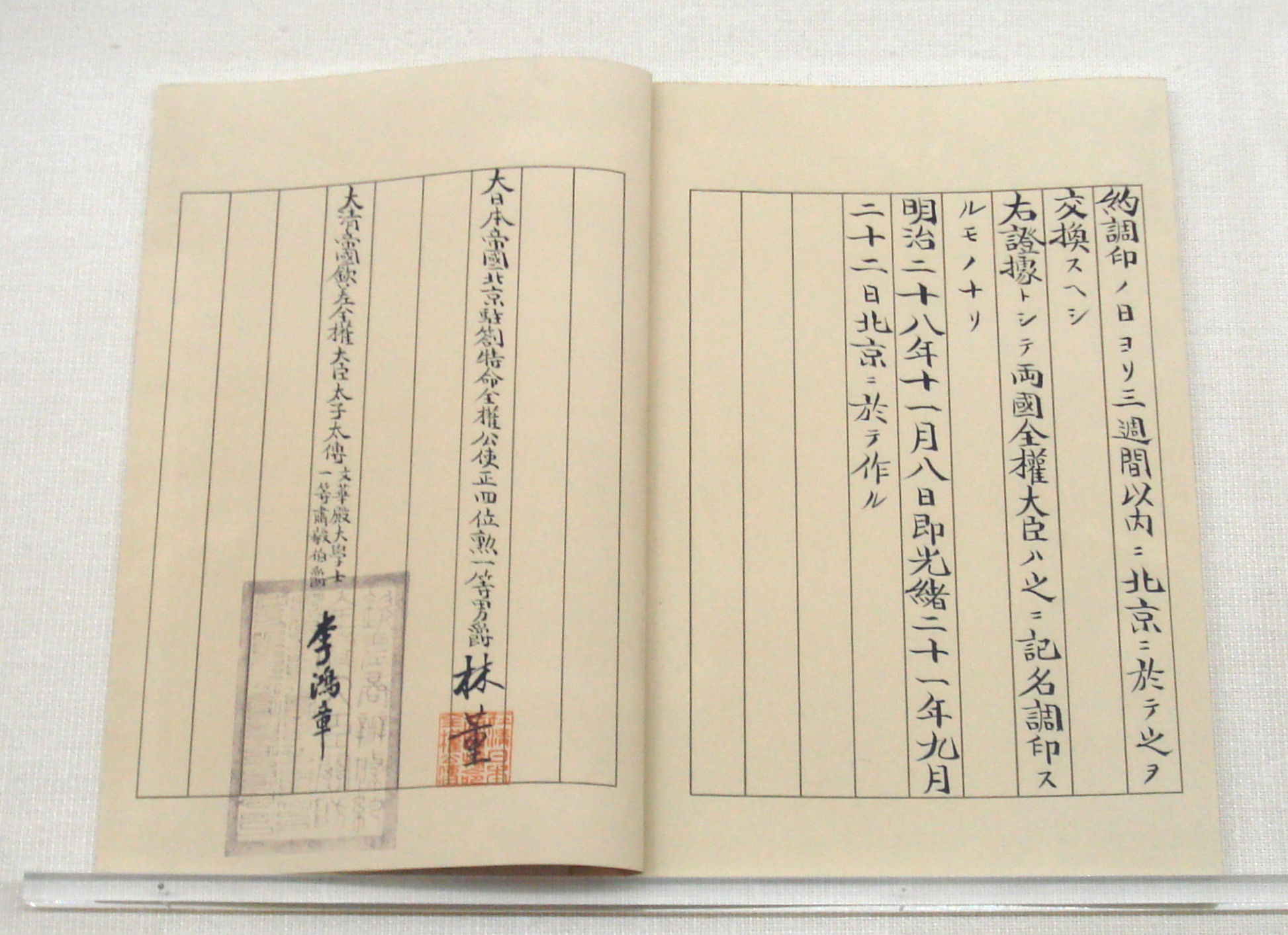
1895年11月8日、三国干渉の結果、日本は遼東還付条約に調印した。

三国干渉（さんごくかんしょう、旧字体：三國干涉）は、1895年（明治28年）4月23日にフランス、ドイツ帝国、ロシア帝国の三国が日本に対して行った勧告である。日清戦争の日本の勝利とそれに伴う下関条約により日本に割譲された遼東半島を清国に返還することを要求する内容だった。

## 勧告の主旨
「日本による遼東半島所有は、清国の首都北京を脅かすだけでなく、朝鮮の独立を有名無実にし、極東の平和の妨げとなる。従って、半島領有の放棄を勧告し誠実な友好の意を表する」

## 日清戦争と欧州列強
日清戦争中、日本の勝利が間近に迫ると、列強も事の重大性を認識するに至り、干渉を考え始めた。主導国はロシアであったが、ドイツの参加がなければ干渉が実現しなかったとも言われる。西にドイツの脅威を控えていたロシアは、ドイツの干渉参加により東に深入りしやすくなったからである。
さらに下関講和会議で遼東半島の割譲を日本国政府が要求していることを知った列強は衝撃を受けた。列強は清朝の衰退に乗じて「清国の分割」を進めてきたが、清国内の抵抗を危惧してその動きは緩慢なものであり、戦争による賠償で得たイギリス領香港を例外として、露骨な領有権要求は差し控えてきた。だが、日本の要求はこの列強間の「暗黙の了解」を無意味にするものであり、さらに清朝が渤海を挟んで直隷（現在の河北省）と向かい合った遼東半島を失うことで、その政治的権威が失墜して国内の政情が不安定になるような事態の発生は、各国の対清政策を根底から揺るがすものであった。そこでドイツやロシアは自国の対清政策を維持するために、この日本の要求を容認できないと考えた。
1895年4月8日、ロシア帝国政府は「日本の旅順併合は、清国と日本が良好な関係を結ぶことにたいして永久的な障害となり、東アジアの平和の不断の脅威となるであろう、というのが、ヨーロッパ列強の共通の意見である——ということを、友好的な形式で日本へ申し入れる」ことを、列国に提議した。一方、同じ4月8日、イギリスでは閣議が開かれ、「極東問題」に対するイギリス政府の基本方針が話し合われ、日清講和に対しては不干渉政策を採用することが決定した。すなわち共同干渉には参加しない方針が定まったのである。ここで、ドイツ帝国は日本に対してイギリスと共同干渉するつもりであったのに、イギリス不参加ということになり、ロシアの呼びかけに応じることとした。
講和会議の過程で日本は清に対して、開市・開港場での製造業従事権を要求していたものの、日本にはそれを実現させるだけの資金的裏づけがなかった。そこで日本は、秘かにイギリスに対してのみ、この要求の事実を打ち明けて共同経営の誘いを行っていた。これが他の列強に知られたため、この話に与れなかったドイツやロシア、フランスの姿勢をさらに硬化させることになった。

## 経緯
1895年4月17日午前、赤間関（山口県下関市）の料亭春帆楼に、日本側が伊藤博文内閣総理大臣と陸奥宗光外務大臣、清国側が李鴻章北洋大臣直隷総督と李経方欽差大臣が会同し、日清講和条約（下関条約）が結ばれた。同日の午後には李鴻章ら清国使節団は帰国していった。
1895年4月20日、広島大本営にあった明治天皇による批准・裁可を経て、内閣書記官長の伊東巳代治が全権大臣として清国の外交都市である芝罘（現、山東省煙台市）に向かった。一方、李鴻章一行は同じ4月20日に天津に着き、講和使節の随員であった伍廷芳とアメリカ人外交顧問のジョン・W・フォスターが北京に赴いて総理衙門に条約書を届けた。
4月23日、東京駐在のロシア帝国、ドイツ帝国、フランス共和国の3国の公使が外務省を訪れ、病気のため兵庫県舞子に静養中だった陸奥外相に代わり、それに応接した林董外務次官に対し、日本の遼東半島領有は東アジアの平和を乱すものとして、遼東還付を勧告する覚書を手渡した。これが、いわゆる「三国干渉」である。日本の遼東半島永久占領を自国の南下政策にとって脅威とみたロシアが、同盟国フランスを誘い、ドイツをも巻き込んでの干渉であったが、以後10年間、ドイツはロシアの極東進出を支持する路線を保持した。ロシアはまた、武力行使も辞さない強硬さを示した。
こうした干渉に対し、首相伊藤博文は列国会議開催による処理を提案した。4月24日、日本政府は広島で御前会議をひらき、列国会議を召集してこの問題を処理する方針を決定した。しかし、舞子で静養中の陸奥はこれには断固反対した。陸奥は、会議によってさらなる干渉を招く恐れを主張し、イギリス、アメリカ合衆国、イタリア王国など他の列強の協力で勧告を牽制し、撤回させようと目論んだ。当時の日本陸海軍の実力では列強3国を相手にしてかなうはずがなかった。当初、日本政府はイギリスに期待した。また、そのように期待するのにも理由があった。というのも、ロシアとのグレート・ゲームにおいて清国が強力な防波堤であるようにみえたとき、イギリスは親清的であったが、その清に勝利した日本はいっそう強力な防波堤であることが今や明らかとなったわけであるから、相当に親日的になりつつあったからである。しかし、イギリスとしても独仏露3国との関係を悪化させてまで日本に肩入れするのは不可能であった。4月29日、イギリス外相のキンバーリー伯爵は駐英日本公使の加藤高明に対し、この件についてイギリスは日本に援助できない旨を伝えた。この前日28日には、ドイツ皇帝が日本の台頭を警戒しロシア皇帝に黄禍論を提言。英米が局外中立を宣言した。
窮地に立たされた伊藤博文らが最も恐れたのは、清国が講和条約の批准を拒否することであった。日本政府は、「三国に対しては遂に全然譲歩せざるを得ざるに至るも、清国に対しては一歩も譲らざるべし」という苦渋の決断を下し、旅順口を除く遼東半島放棄の意向を伝えた。しかし、ロシアはそれに応じようとせず、清国もまた三国干渉を理由に批准書交換の延期を申し入れてきたのである。打開策のない日本政府は、5月4日の閣議で全遼東半島の放棄を決め、翌5月5日、独仏露の駐日公使に通告した。
5月8日、予定していた芝罘で批准書の交換がなされ、講和条約が発効した。清国では各地で批准拒否運動が起こった。5月10日、日本は遼東半島を清に還付。
遼東半島還付にともなう代償金問題はその後、清国・ロシア・ドイツ・フランス4か国との交渉を経て、10月7日に決着し、11月8日に日清両国は改めて北京で遼東還付条約を結んだ。代償金は3,000万両（4,665万円）であった。調印したのは日本側が林董、清国側が李鴻章であった。

## 列強の思惑

### ロシア
ロシアは極東進出のために不凍港が必要であり、南下政策を取り満州における権益拡大をはかっていた。ロシアは遼東半島を日本に奪われることで南満州の海への出口を失うことを恐れ、日本の満州進出阻止を目論んだ。当初、日本が朝鮮の独立を尊重するならば、遼東半島は日本に割譲されてもよいと考えたが、セルゲイ・ウィッテの登場により極東に艦隊を派遣するなど干渉に乗り出した。
同じく清の分割に関心をもつイギリス、フランス、ドイツの3国に提唱し、仏・独の賛成を得て3国による勧告を行った。1895年、三国干渉により、清国から遼東半島先端部の租借権を獲得した。

### ドイツ
開戦初期は極東に対し消極的であったが、戦局の推移や列強の動向の変化により、極東に自国の拠点を得る機会が到来したと認識するようになった。4月6日の時点では講和条件に異議なしと日本に伝えたが、首相ホーエンローエや外相マーシャルは列強との共同行為を提案し、最終的に、元駐清公使マックス・フォン・ブラントの意見書（4月8日）を皇帝ヴィルヘルム2世が受け入れて、ロシアと共に干渉することになった。
前述の意見書によると、ロシアとの共同行為は、恩を感じた清国から艦隊や貯炭所の割譲または租借ができる唯一の可能性を与えるものである、と認識されている。ドイツの参加理由は、露仏の接近を妨害すること、ロシアの注意を東に向けて欧州における脅威を減らすこと、ドイツ自身の極東への野心、また皇帝が主張した黄禍論などに基づいている。

### フランス
フランスは、ロシアとドイツの緊張緩和は自国にとっても安全だと考え、さらに1892年にロシアと秘密同盟（露仏同盟）を結んでおり、その実行のためロシアと協力した。

### イギリス・アメリカ
ロシアとドイツはイギリスにも共同行動を提案したが、世論を理由に干渉を拒否し、アメリカもまた、日本に好意的だったが局外中立を崩さなかった。

## 世論と日本政府の反応・思惑
干渉が報道されると、言論界では屈辱感や復讐が論じられるようになる。国民の衝撃や反応が連日報じられた。大阪朝日新聞が「一挙雄飛の能力ある日本国民の若き、其をして一旦の勢、逼て薪に伏し肝を嘗むるの遇に居らしむ」との『臥薪嘗胆』論を展開した。一方国際社会で利益を保全していくための同盟の必要性についても論じられるようになった。還付の決定後は、政府の責任について新聞や雑誌の紙上で論争が繰り広げられた。政府擁護の姿勢を取る新聞もあったが、政府の責任を認める論調が主流であった。
日本では勧告を受諾した政府に対して世論は激しく反発したが、日本国政府は『臥薪嘗胆』をスローガンに国民反発を対ロシア敵対心に振り向けて六六艦隊計画をはじめとする軍拡を進めた。三国干渉は日露戦争のきっかけに直接・間接の影響を与えた。

### 中塚明による分析
当時からこれは露・独・仏からの外圧に負けたことであり、この三国干渉を読めなかった陸奥宗光の失策であるという批判が存在するが、中塚明は陸奥宗光の回顧録の研究によって否定している。中塚によると、陸奥は不凍港を中央ヨーロッパに求めることを諦めアジアに注目しているロシアからの外圧をあらかじめ読んでおり、それを織り込み済みの上で敢えて下関条約で遼東半島を清に要求していたという（ただし、陸奥は三国干渉の黒幕をロシアと読んでいたが、実際にはドイツ皇帝のヴィルヘルム2世だったとしている）。

## 干渉の結果
列強はこの干渉以降、阿片戦争で香港を得た英国の様に、中国の分割支配に本格的に乗り出すことになった。列強は清に対して対日賠償金への借款供与を申し出て、その見返りに次々と租借地や鉄道敷設権などの権益や、特定範囲を他国に租借・割譲しないなどの条件を獲得していった。
- ドイツは、1897年に宣教師殺害を理由に膠州湾を占領、翌年には租借した。
- 1899年にフランスは広州湾一帯を、イギリスは九龍半島・威海衛を租借した。
- ロシアも総理大臣の李鴻章へ50万ルーブル、副総理の張蔭桓へ25万ルーブルの賄賂を与え、1896年に秘密協定である李鴻章－ロバノフ協定を結び、1898年、遼東半島南端の旅順・大連の租借に成功する。そして、万里の長城以北と満州に勢力圏を拡大し、極東への野心を現実化していった。

- イギリスは1898年1月に長江流域からビルマへの鉄道敷設と長江流域を他国に割譲しないことを確認し、さらに香港対岸の新界を租借させた。
- 日本も防衛上最低限の要求として、新規獲得した台湾のすぐ隣にある福建省を他国に租借、割譲することがない旨の約束を取り付けた。
- 朝鮮ではこの干渉の結果、日本の軍事的・政治的権威が失墜する一方、閔妃など親露派が台頭した。
- これらの動きに対し、清国内で税関業務に関わるイギリス人たちは、租借地を通じた密貿易で清の財政が傾くことを懸念し、アメリカ合衆国に働きかけて門戸開放宣言を発表させる。
- 徳富蘇峰が「自由民権」から「国民的膨張」に「変節」したきっかけとされる[13]。